# Inland Empire
Inland Empire – francusko-polsko-amerykański film surrealistyczny z 2006 w reżyserii Davida Lyncha, na podstawie własnego scenariusza. W głównych rolach występują Laura Dern, Jeremy Irons, Justin Theroux. Obok zagranicznych aktorów występują również polscy aktorzy – Krzysztof Majchrzak, Karolina Gruszka, Leon Niemczyk.  

## Fabuła
Bohaterką filmu jest Nikki (w tej roli Dern), amerykańska aktorka, która przybywa do Polski, gdzie ma powstać kolejny film hollywoodzki. Nikki stopniowo zatraca się w bohaterce, którą odgrywa, a projekt filmu zdaje się obciążony klątwą sprzed lat. 

## Produkcja
Zdjęcia kręcono: w Łodzi (m.in. w Hotel Grand), Warszawie, Los Angeles i Malibu.